# Nieuw Economisch Model
Het Nieuw Economisch Model refereert aan economische hervormingsplannen in de Tsjecho-Slowakije (1966) en Bulgarije (1981).

## Tsjecho-Slowakije
Tijdens het partijcongres van de Communistische Partij van Tsjecho-Slowakije (KSČ) in juni 1966 werd het startsein gegeven voor het Nieuwe Economische Model. Dit betekende een overwinning voor de meer liberale elementen binnen de KSČ, ofschoon het nog duurde tot 1967 eer het Nieuwe Economische Model echt van start kon gaan. Volgens het Nieuwe Economische Model kwam het erop neer het delegeren van de planning aan de bedrijven. Bij deze opzet zouden de afzonderlijke bedrijven hoeveelheid, kwaliteit en aard van de fabricaten, alsmede de productietechniek, zelf bepalen. Ook mochten de staatsondernemingen beperkte winst maken. Daarnaast werd het salarissysteem herzien en het systeem van "loon naar werken" ingevoerd. Na de inval van de landen van het Warschaupact in 1968 kwam er een einde aan het experiment van het Nieuwe Economische Model.

## Bulgarije
In 1981, tijdens het 12de Partijcongres van de Bulgaarse Communistische Partij (BKP) verklaarde partijleider Todor Zjivkov dat hij een "versoepeling" op economisch gebied wilde doorvoeren. Deze "versoepeling" kreeg de naam het Nieuwe Economische Model. Het voornaamste doel van het NEM was de modernisering van de technische infrastructuur. Daarnaast werd de staatsmacht over de economie gedecentraliseerd ten voordele van het particulier initiatief. Al met al betekende het een voortzetting van de in 1978 begonnen liberalisering van de economie. Het land, dat in een recessie verkeerde, bezat echter te weinig geld om de ambitieuze hervormingsplannen door te voeren. De economische groei bleef uit, sterker nog, de economische toestand van het land ging snel achteruit. In 1983 waren de kosten voor het levensonderhoud met 20% gestegen. De beloofde ruimte voor het particulier initiatief bleef ook uit. Met de val van het communisme in Bulgarije in 1989 kwam er een einde aan het NEM.